# Supercoppa austriaca (pallavolo maschile)
La Supercoppa austriaca è una competizione pallavolistica per squadre di club austriache maschili, organizzata con cadenza annuale dalla ÖVV.

## Edizioni
| Edizione      | Edizione          | Podio                  | Podio         | Podio                  |               |
| Anno          | Sede della finale | Campione               | Risultato     | Finalista              |               |
| ------------- | ----------------- | ---------------------- | ------------- | ---------------------- | ------------- |
| 2004 Dettagli | Vienna            | Vienna hotVolleys      | 3 - 0         | Tirol                  |               |
| 2005-2021     | -                 | Non disputata          | Non disputata | Non disputata          | Non disputata |
| 2022 Dettagli | Amstetten         | Raiffeisen Waldviertel | 3 - 1         | Amstetten              |               |
| 2023 Dettagli | Innsbruck         | Tirol                  | 3 - 0         | Raiffeisen Waldviertel |               |
| 2024 Dettagli | Bleiburg          | Tirol                  | 3 - 1         | Aich/Dob               |               |

## Palmarès
| Squadra                | Titolo | Edizione   |
| ---------------------- | ------ | ---------- |
| Tirol                  | 2      | 2023, 2024 |
| Vienna hotVolleys      | 1      | 2004       |
| Raiffeisen Waldviertel | 1      | 2022       |